# Oesho

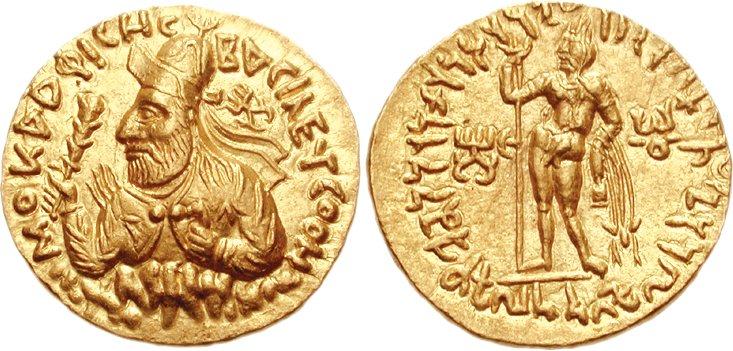
Oesho op een munt van Vima Kadphises

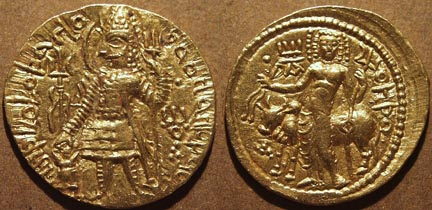
Oesho op een munt van Kanishka

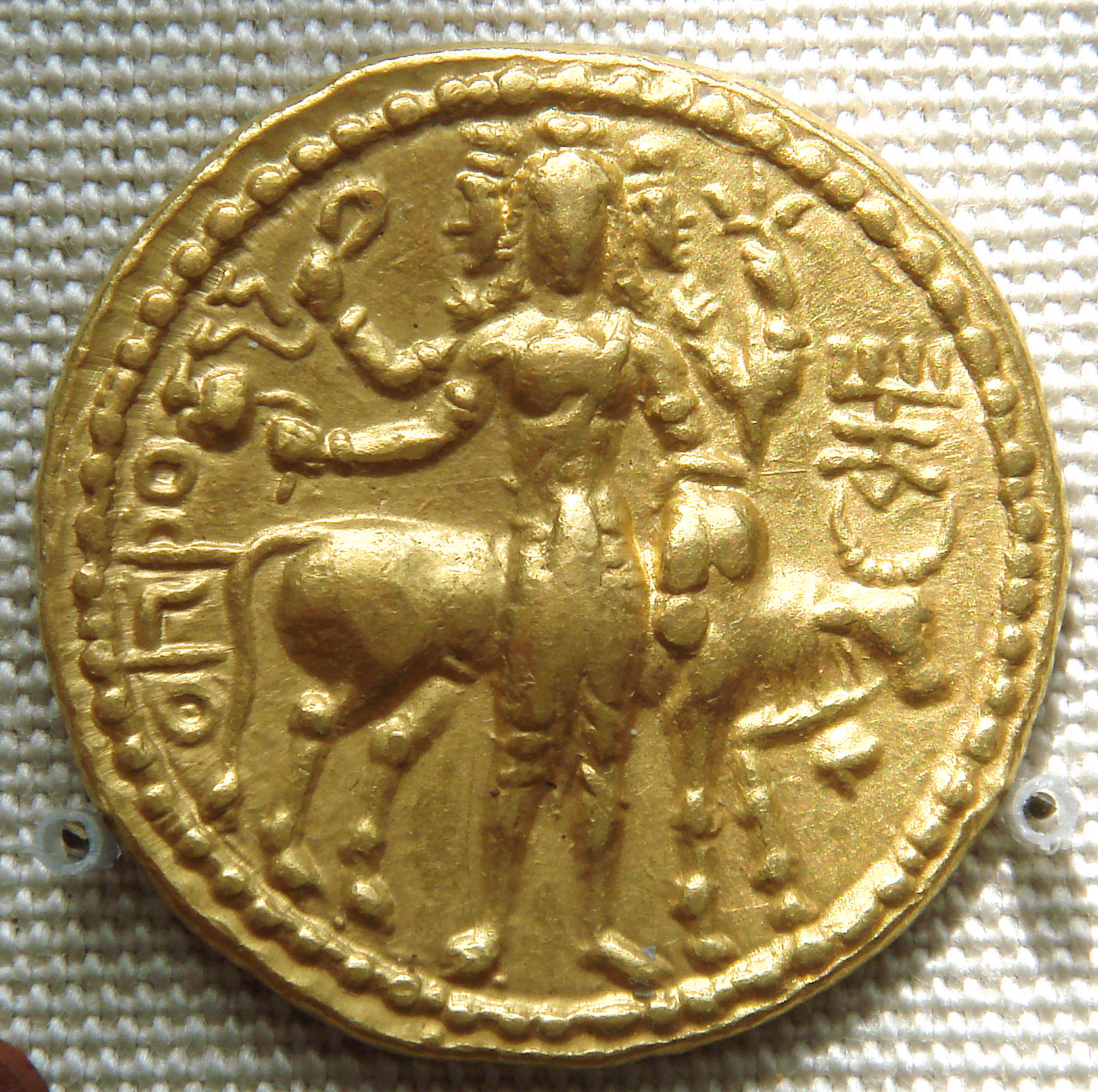
Oesho op een munt van Huvishka

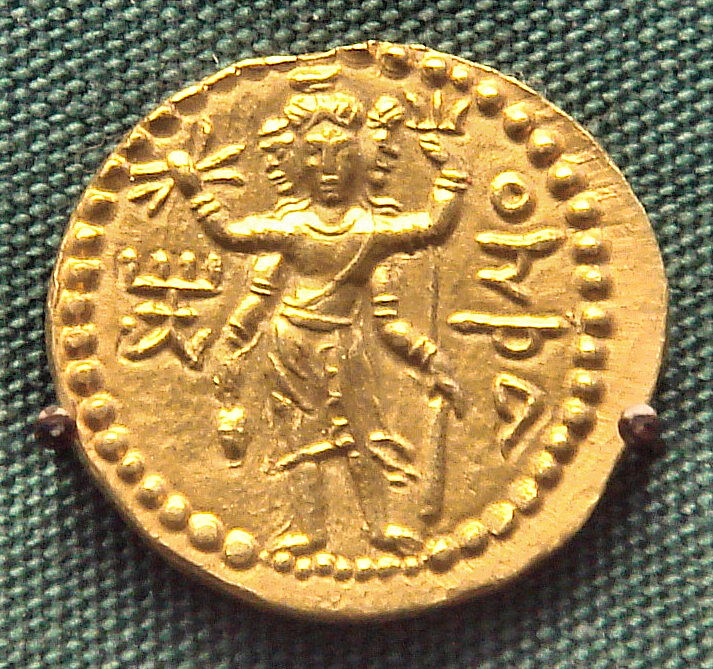
Oesho op een munt van Huvishka

Oesho was een godheid die werd afgebeeld op de munten van de Kushana's. Aangenomen wordt dat hij tot een van de belangrijkste goden van de Kushana's behoorde. In eerste instantie werd gedacht dat Oesho een representatie was van de brahmaanse god Shiva, maar recente studies hebben uitgewezen dat Oesho afgeleid is van de zoroastrische god Vayu.

## De iconografie van Oesho
De iconografie van Oesho bestaat meestal uit een drietand, een waterpot, een erectie (lingam), antilope-vel, een koord met kralen of medaillons, een ankusha en een vajra. Zijn rijdier is een zeboe.
In eerste instantie doet de iconografie sterk denken aan de iconografie van Shiva. Echter niet alle iconografie van Oesho is afgeleid van Shiva. Het belangrijkste attribuut van Shiva is de drietand, de trishula. Dit attribuut wordt echter nergens in vroegere teksten aan hem toegeschreven. Rudra-Shiva wordt in de teksten in eerste instantie geassocieerd met de boog Pinaka. Zoals Rosenfield al suggereerde is de drietand oorspronkelijk een Grieks attribuut, namelijk van Poseidon.
Mogelijk dat de drietand van Poseidon via Oesho bij Shiva terecht is gekomen.

## De naam van de god
De god heeft voor veel discussie gezorgd. De discussie ging vooral over de oorsprong van de god. In de discussie werd gesproken over twee mogelijkheden, een oorsprong in India of een oorsprong in Iran. Adalbert Gail was van mening dat Oesho afgeleid is van Bhuteshvara (Bhutesha) wat een van de benamingen is voor Shiva. Helmut Humbach was een van de onderzoekers die van mening was dat Oesho een Iraanse oorsprong heeft. Hij legt een verband tussen Oesho en het zoroastrisme. Oesho zou van de Avestische windgod Vayu komen. Weshparkar zou de benaming zijn die in Sogdiana gebruikt werd voor de Avestische Vayu. In latere teksten uit Sogdiana vond hij de zoroastrische god Weshparkar die geïdentificeerd werd met de hindoeïstische god Shiva.
In een van deze teksten is Shiva een alternatieve identiteit van Weshparkar en in een andere tekst wordt er gerefereerd aan zijn driehoofdige vorm. Humbach liet zien dat de naam Weshparkar een Sogdische versie was van de Avestische naam van Vayu als Vaiiush Uparo kairiio. Dit betekent: de wind die handelt in de hoge regionen. Humbach liet ook zien dat de Kushano-Sasanidische munten een Baktrische inscriptie dragen die de afbeelding op de munt identificeren met bijna dezelfde titel. De inscripties geven: ΒΟΡΖΟΑΝΔΟ ΒΑΓΟ, ΒΟΡΖΟΑΝΔΟ ΙΑΖΑΔΟ of ΟΟΡΖΟΑΝΔΟ ΙΑΖΑΔΟ, dat betekent: de god die handelt in de hoge regionen. Markus Mode kon door de identificatie van Weshpakar met Shiva een aantal Sogdische afbeeldingen identificeren. De meest opvallende is misschien wel een afbeelding uit de 8e eeuw n.Chr. uit Panjikent.
De driehoofdige god, met vier armen en onder andere een drietand als attribuut, doet sterk denken aan Shiva. Een van de armen houdt een hoorn op waar het linker hoofd, het vrouwelijke hoofd, op blaast. Dit is een attribuut van een windgod. Echter zonder de inscriptie op het been van de god, zou de afbeelding gemakkelijk kunnen worden geïnterpreteerd als een afbeelding van Shiva. De inscriptie op het been geeft in Sogdisch Weshparkar.
Hoewel de Kushana-vorst Vima Kadphises bedoelde Oesho af te beelden, lijkt hij er geen problemen mee te hebben gehad dat de god door andere groepen geïnterpreteerd werd als Shiva. Bewijs hiervoor is de inscriptie op de muntserie die verwijst naar Shiva. Op de keerzijde staat in Kharoshthischrift maheshvara geschreven. Dit betekent zoveel als grote heer. Dit kan verwijzen naar de vorst op de voorzijde, Vima Kadphises, maar meer waarschijnlijk is dat de naam verwijst naar Shiva. Maheshvara is namelijk een vaak gebruikte naam voor Shiva.